# Exército Republicano Balúchi
O Exército Republicano Balúchi (em urdu:  بلوچ ریپبلکن آرمی) é um grupo armado terrorista no Baluchistão (Paquistão). Acredita-se que seja a ala militante do Partido Republicano Balúchi.  Em setembro de 2010, o governo do Paquistão baniu o Exército Republicano Balúchi. 

## História
O Exército Republicano Balúchi foi fundado em 2006. Atualmente é liderado por Brahumdagh Bugti.
Em 2017, o pedido de asilo de Bugti foi rejeitado pelo governo suíço com base em seus vínculos com "incidentes de terrorismo, violência e atividades militantes". No mesmo ano também ocorreu a rendição de 143 militantes pertencentes ao Exército Republicano Balúchi às autoridades paquistanesas.
Em 2018, outro grupo de 70 militantes pertencentes ao Exército Republicano Balúchi e seu comandante se rendeu às autoridades paquistanesas. 
Em 2021, a organização destruiu uma estátua do pai fundador do Paquistão, Muhammad Ali Jinnah, na cidade portuária de Gwadar. 